# مسييه 72

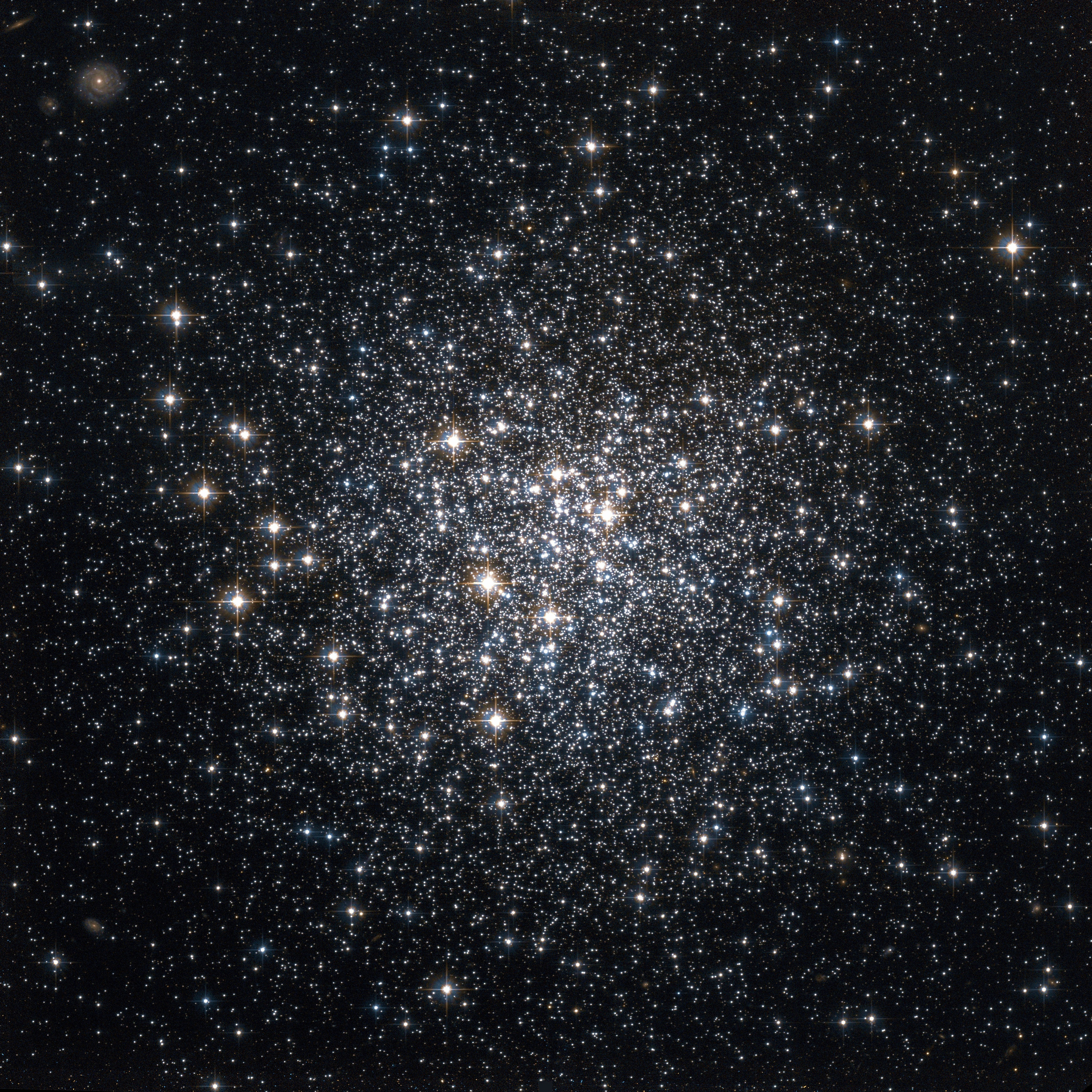

مسييه 72  أو م72 (بالإنجليزية: Messier 72) هو تجمع نجمي مغلق يوجد في كوكبة الدلو ويُرمز له في الفهرس الفلكي الجديد NGC 6981. اكتشفة بيير ميشان في 29 أغسطس عام 1780 وشاهده شارل مسييه في 4 - 5 أكتوبر اللاحق وضمه إلى فهرسه.

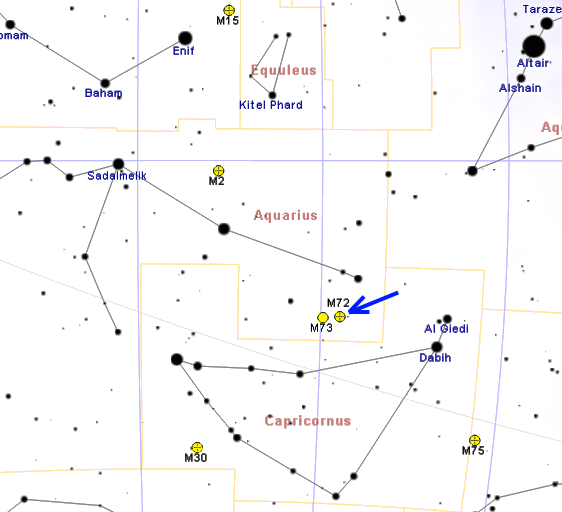
خريطة توضح موقع M72

وقد اعتبره كل من مكتشفيه بأنه سديم حيث يصعب رؤياه، ويلزم تلسكوب اتساع عدسته الأمامية 20 بوصة للتفرقة بين نجومه. ويبعد مسييه 72 نحو 53.000 سنة ضوئية من الأرض ن ويبلغ قطره نحو 42 سنة ضوئية. ويحتوي التجمع على نجوم زرقاء عملاقة، وتعتبر التجمعات النجمية من أقدم نجوم الكون.

## اقرأ أيضا
- علم الفلك للأشعة السينية
- سداسية زايفرت
- سكوربيوس إكس-1
- قزم أبيض
- عملاق أحمر
- نجم
- نجم نيوتروني
- مجرة
- الانفجار العظيم
- خط زمني للانفجار العظيم
- ثقب أسود
- نابض
- نجم متغير
- متغير سيفيدي
- نجم الدجاجة إكس-1

## وصلات خارجية
- موقع الكون

1. ↑  VizieR (بالإنجليزية), QID:Q1662358
2. 1 2 3 4  William E. Harris (1996). "A catalog of parameters for globular clusters in the Milky Way". The Astronomical Journal (بالإنجليزية). 112 (4): 1487. Bibcode:1996AJ....112.1487H. DOI:10.1086/118116. ISSN:0004-6256. QID:Q28739509.
3. 1 2  Emanuele Dalessandro; Ricardo P. Schiavon; Francesco R. Ferraro; Sangmo T. Sohn (24 Sep 2012). "Ultraviolet properties of Galactic globular clusters with GALEX. II. Integrated colors". The Astronomical Journal (بالإنجليزية). 144 (5): 126. arXiv:1208.5698. Bibcode:2012AJ....144..126D. DOI:10.1088/0004-6256/144/5/126. ISSN:0004-6256. QID:Q56882086.